# Burž Al Babas
Burž Al Babas je opuštěný rezidenční projekt poblíž Mudurnu v Turecku. Jedná se o výstavbu 732 téměř identických domů, z nichž každý má připomínat miniaturní zámek. Lokalita, kterou stavěla společnost Sarot Group, byla opuštěna v roce 2019 poté, co developeři vyhlásili bankrot s dluhem ve výši 5 milionů dolarů.

## Záměr
Burž Al Babas je developerský projekt istanbulských stavebních podnikatelů bratrů Yerdelenových.V rámci projektu bylo postaveno 732 třípodlažních luxusních vil, které jsou si navzájem velmi podobné a vyznačují se prvky gotické, anglické a americké architektury. Přitom válcové věže s vikýři a čtvercové věže s balustrádami byly inspirovány zejména Galatskou věží v Istanbulu. Podle původní brožury měla být středem komplexu kopulovitá stavba obsahující nákupní centrum, zdravotnická a kosmetická zařízení, jako jsou turecké lázně, mešita, kino a další zařízení přístupná obyvatelům.
Domy byly na prodej za 370 000 až 530 000 dolarů. S cílem zaujmout arabský trh pojmenovali partneři projekt Burž Al Babas Thermal Tourism Company a začali domy prodávat prostřednictvím své realitní kanceláře v Kuvajtu.
Lokalita v černomořské oblasti Turecka se nacházela v blízkosti tamních horkých pramenů. Výkopové práce na místě odhalily, že 200 metrů pod zemí dosahovala teplota vody 68 stupňů Celsia.

## Výstavba
Výstavba komplexu byla zahájena v roce 2014. Na projektu, který měl být dokončen za čtyři roky, pracovalo 2 500 dělníků. Výstavba byla zpočátku úspěšná, přibližně polovina hradů se prodala před dokončením. V roce 2018 se prodej zastavil, což přivedlo developera k bankrotu. Jako důvod propadu prodeje byly uváděny klesající ceny ropy a nestabilita v Turecku. Starosta Mudurnu Mehmet İnegöl však nadále věřil, že se projekt opět rozběhne.

## V kultuře
- Burž Al Babas je dějištěm videoklipu k písni „Lose Control” od Meduzy, Becky Hill a Goodboys z roku 2019.[6][7][8]
- Natáčel se zde videoklip k písni „Bad girls, good vibes” německého rappera Ufo361.
- Videoklip k písni „Sober” francouzského elektronického hudebníka SebastiAna byl částečně natočen v Burž Al Babas.
- Gaspard Augé, rovněž francouzský elektronický hudebník, natočil v Burž Al Babas dva videoklipy k písni „Belladone” a titulní skladbě ze svého alba Escapades z roku 2021.
- Rapper Quadeca využil tuto lokalitu ve videoklipu k písni „Fractions of Infinity”, v němž účinkuje Sunday Service Choir.
- YouTube kanál STORROR natočil v roce 2023 v Burž Al Babas epizodu seriálu Hide and Seek.
- Burž Al Babas se objevil v pořadu Ripleyho Věřte či ne!.[9]